# Maidana pallidiplaga
Maidana pallidiplaga là một loài bướm đêm trong họ Geometridae.